# هارون كيرشر
هارون كيرشر (بالألمانية: Aaron Kircher)‏ هو لاعب كرة قدم نمساوي في مركز الوسط، ولد في 18 أكتوبر 1991 في النمسا. لعب مع SC Austria Lustenau ‏.

## وصلات خارجية
- هارون كيرشر على موقع قاعدة بيانات كرة القدم.إي يو (الإنجليزية)
- هارون كيرشر على موقع Soccerway.com (الإنجليزية)
- هارون كيرشر على موقع عالم كرة القدم.نت (الإنجليزية)